# د استیل

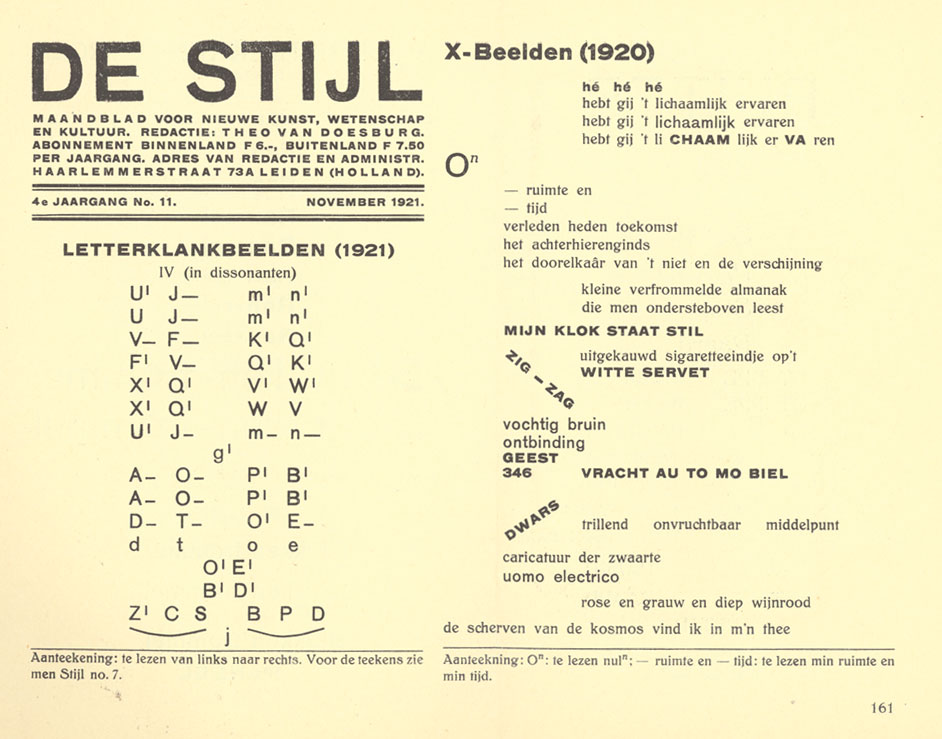
صفحه‌ای از مجلهٔ د استیل

دِ استِیْل (هلندی: De Stijl) که با نام نئوپلاستیسیسم یا نوشکل‌آفرینی هم شناخته می‌شود، یک جنبش هنری بود که توسط هنرمندان هلندی در سال ۱۹۱۷ شکل گرفت و تا سال ۱۹۳۱ ادامه داشت. دِ استیل همچنین نام مجله‌ای است که توسط نقاش و منتقد هلندی، تئو وان دوسبرگ منتشر می‌شد و نظریه‌های گروه را بیان می‌کرد. اعضای دیگر گروه، پیت موندریان و بارت فون در لک هر دو نقاش و خریت ریتفلد و یاکوبوس عاوت هر دو معمار بودند.
آنها معتقد به گونه‌ای هنر انتزاعی با استفاده از شکل‌های بنیادی - به خصوص مکعب - و عناصر عمودی و افقی بودند. پیت موندریان در مقاله‌ای با عنوان نئوپلاستیسیسم، اشاره کرد که این گونه هنر انتزاعی ارزش‌های معنوی را به بهترین وجه بیان می‌کند. گروه دی استیل با جذب هنرمندانی چون هانس ریشتر، لیسیتسکی و برانکوزی جنبه بین‌المللی یافت. نظرات گروه بر باوهاوس و جریان هنر انتزاعی هندسی دهه ۱۹۳۰ تأثیر گذاشتند. با مرگ دوسبرگ این گروه فعال فروپاشید.